# Fundació Ibn Battuta
La Fundació Ibn Battuta és una entitat sense ànim de lucre, amb seu al barri del Raval de Barcelona, destinada a la divulgació cultural i social entre dels Països Àrabs i Europa, que busca donar suport social, cultural, educatiu i laboral a les persones procedents de la diversitat, amb la finalitat de què siguin plenament ciutadans europeus, evitant la discriminació i el racisme per tal que se sentin ciutadans de ple dret.
El diputat al Parlament de Catalunya entre el 2003 i el 2010, Mohammed Chaib Akhdim, és el president i fundador de la Fundació Ibn Battuta. Des de la seva creació, el 1997, l'associació, es dedica a l'acollida i la integració d'immigrants musulmans (especialment marroquins, però també d'altres procedències) a Catalunya. L'octubre de 2013 es va inscriure com a associació al Registre de Fundacions. Un dels seus portaveus més destacats ha estat Míriam Hatibi.

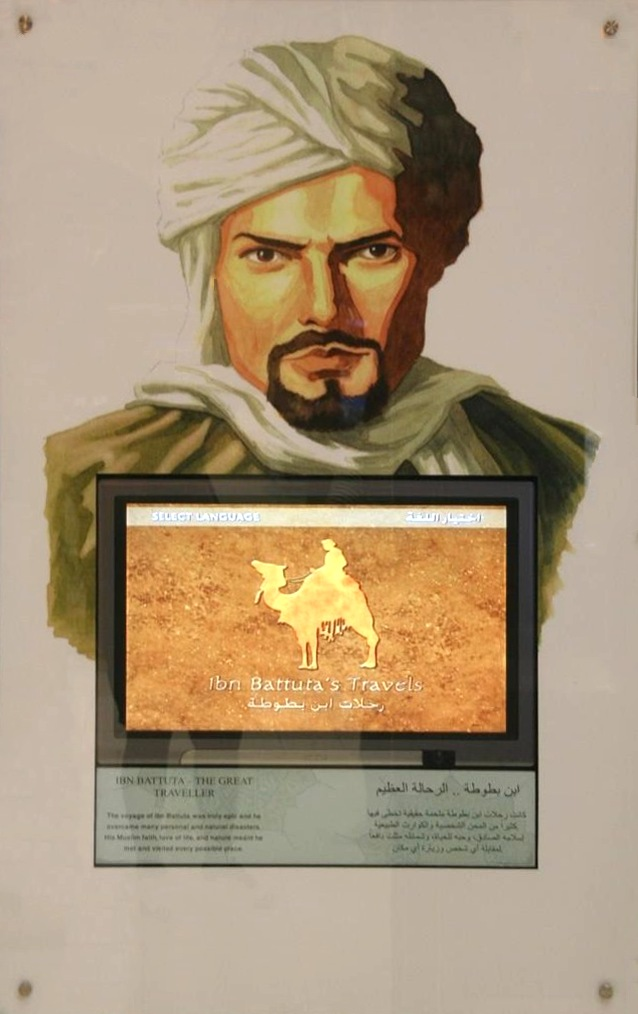
Imatge representativa del viatger Ibn Battuta

La Fundació Ibn Battuta ha estat especialment activa arran de l'atemptat del 17 d'agost a les Rambles de Barcelona, fent sentir la seva veu i mostrant la seva condemna radical a l'atac que ha patit Barcelonaː “Ells no són musulmans, simplement són terroristes a sou amb una ideologia perversa que res té a veure amb l'Islam ni amb les persones que professen aquesta religió”

## Objectius
Entre els objectius de la Fundació es troben els següentsː
- Donar suport social, cultural, educatiu i laboral a les persones procedents de la immigració, amb especial referència a les d'origen marroquí.
- Promocionar als joves i dones procedents de la diversitat, sobretot en l'àmbit cultural, educatiu, esportiu i laboral, evitant la discriminació i el racisme de manera que se sentin ciutadans de ple dret.
- Facilitar la comprensió i la cultura mitjançant el coneixement mutu, el respecte, la interacció, la participació i la convivència.
- Fomentar la relació i veïnatge amb el Marroc i els països àrabs mitjançant projectes de cooperació en formació i inserció laboral o altres. També mitjançant activitats i viatges culturals i educatius que realcin la figura del viatger Ibn Battuta.